# Lazdulejas pagasts
Lazdulejas pagasts er en territorial enhed i Balvu novads i Letland. Pagasten etableredes i 1945, havde 366 indbyggere i 2010 og 303 indbyggere i 2016 og omfatter et areal på 87,17 kvadratkilometer. Hovedbyen i pagasten er Egļuciems.